# Alaskaentomon

Alaskaentomon  (лат.) — род бессяжковых скрыточелюстных семейства Acerentomidae. Аляска (США).

## Описание
Мелкие бессяжковые скрыточелюстные членистоногие, длина тела 1,2 — 1,3 мм. Имеют два гранулированных придатка на каликсе нижнегубных желез, нитеивдный сенсилиум tl и очень длинный сенсилиум A на передних лапках, две пары A-щетинок на мезонотуме и метанотуме, медиальные задние (Pc) щетинки на VII-м тергите и на VI–VII-х стернитах.

## Систематика
2 вида. Род Alaskaentomon представляет собой одну из древнейших линий эволюции подсемейства Nipponentominae (Acerentomidae).
- Alaskaentomon condei Nosek, 1981[4]
- Alaskaentomon fjellbergi Nosek, 1977[5] typus